# قمة طابا

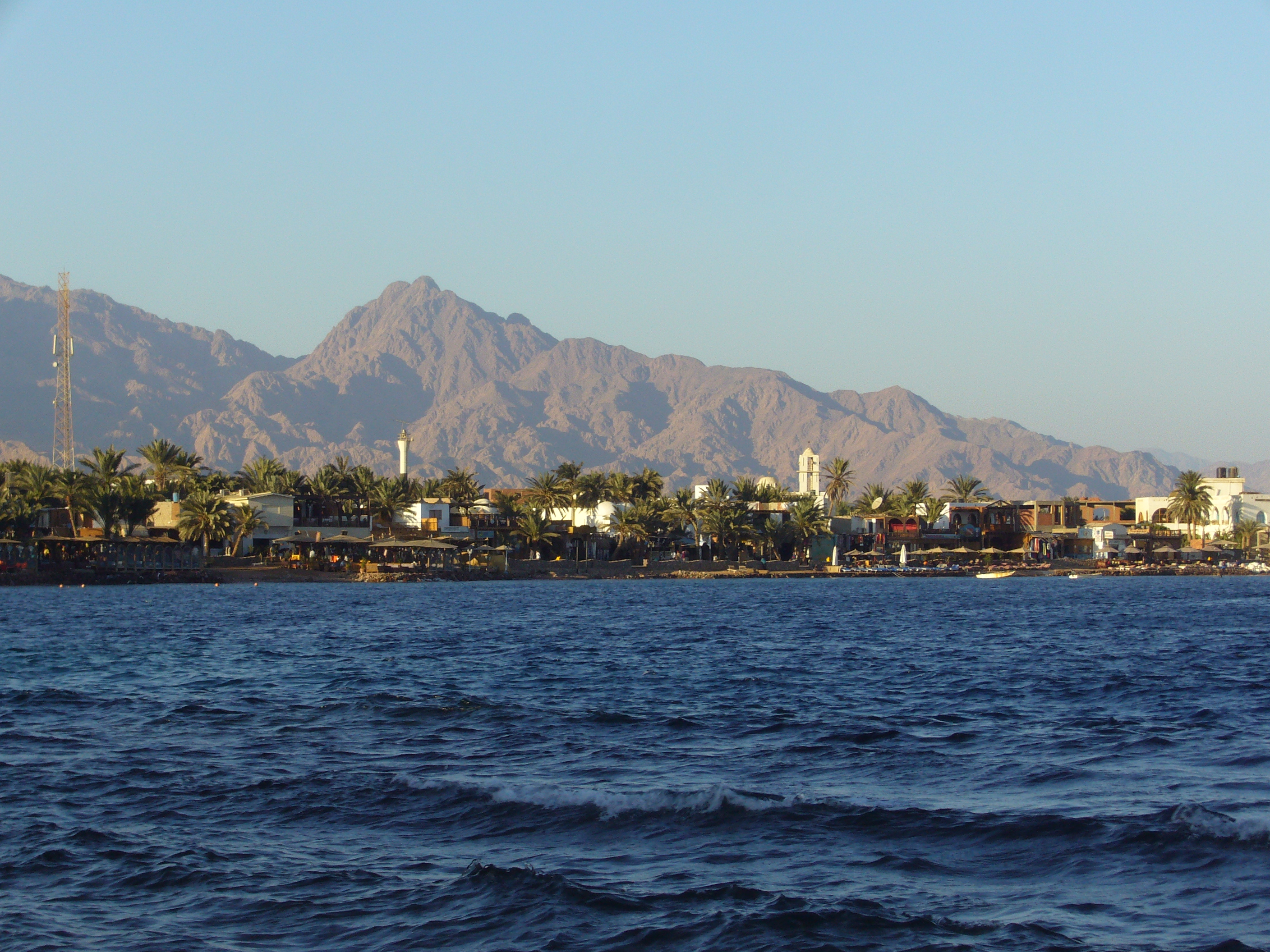

قمة طابا تعرف أيضا (مؤتمر طابا، مفاوضات طابا، محادثات الوضع الدائم في طابا) هي محادثات جرت بين إسرائيل والسلطة الفلسطينية، في الفترة من 21 يناير حى 27 يناير، 2001 في طابا في شبه جزيرة سيناء، والهدف من محادثات السلام هو الوصول إلى الوضع النهائي لانهاء الصراع الإسرائيلي الفلسطيني حيث تقدم الفلسطينيون بمذكرة تفاهم يصرون فيها على أن تعترف إسرائيل بمسؤوليتها الأخلاقية والقانونية عن مشكلة اللاجئين ومسؤوليتها عن الحيلولة دون التوصل إلى حل يتفق وقرار الأمم المتحدة رقم 194 وقد فشلت مفاوضات طابا نظراً لوجود ثغرات كبيرة بين إسرائيل والفلسطينيين. وعلى وجه الخصوص، كانت قضايا اللاجئين والقدس أبعد ما يكون عن التوصل إلى القرار كعهدها السابق.

## وصلات خارجية
منظمة التحرير الفلسطينية / دائرة شؤون المفاوضات - البيان المشترك الذي صدر في نهاية مفاوضات طابا